# Otto Schubiger
Otto Schubiger   (Zúric, 6 de gener de 1925 - Baden, 28 de gener de 2019) va ser un jugador d'hoquei sobre gel suís que va competir durant les dècades de 1940 i 1950.
El 1948 va prendre part en els Jocs Olímpics de Sankt Moritz, on guanyà la medalla de bronze en la competició d'hoquei sobre gel. Quatre anys més tard, als Jocs d'Oslo, fou cinquè en la mateixa competició. En el seu palmarès també destaca una medalla de bronze al Campionat del Món d'hoquei gel de 1953.
A nivell de clubs jugà al Zürcher SC, amb qui guanyà la lliga suïssa de 1949.